# Юры (Смоленская область)
Юры — деревня в Смоленской области России, в Починковском районе. Расположена в центральной части области в 20 км к западу от Починка, у автодороги Починок — Монастырщина. Население — 47 жителей (2007 год). Входит в состав Прудковского сельского поселения.

## История
Название, по всей видимости произошло от слова юр — место на возвышенности, холм. В годы Великой Отечественной войны, в период оккупации в здании деревенской больницы действовал подпольный детский дом.
Согласно спискам населённых мест Российской империи в 1859 году в деревне Юры проживало 74 человека, в 1904 году — 71 человек. В деревне находилась церковь, земская школа, ссудо-сберегательное товарищество, ярмарка 29 июня, фельдшерский пункт, винная лавка и кузница.
До 1929 года Юры являлись центром Юровской волости Краснинского уезда Смоленской губернии, Позже — в составе Починковского района Смоленской области.

## Экономика
В начале 90-х годов XX века в деревне действовало фермерское хозяйство «Юры».

## Достопримечательности
- Могила юного партизана Вани Гаврилова, погибшего в борьбе с гитлеровцами.